# 都柏林 (喬治亞州)
都柏林（英語：Dublin）是一個位於美國喬治亞州勞倫斯縣的城市。根據2010年美國人口普查，該地人口為16201人，而該地的面積約為34.40平方千米。同時該地也是勞倫斯縣的縣治。

## 地理
都柏林的座標為32°32′15″N 82°55′06″W / 32.53750°N 82.91833°W，而該地的平均海拔高度為67米（即220英尺）。